# Calor sensible
El «Calor sensible» es una forma de energía térmica asociada con el cambio en la temperatura de una sustancia sin que ocurra cambio de estado físico. Es decir, es la energía necesaria para cambiar la temperatura de una sustancia sin que se produzca una transformación de sólido a líquido o de líquido a gas, o viceversa.
Cuando se agrega calor a una sustancia, su temperatura aumenta, lo que se conoce como calor sensible. La cantidad de calor sensible requerido para cambiar la temperatura de una sustancia depende de su capacidad calorífica, que es una propiedad específica de cada material y está relacionada con su masa y composición química. En otras palabras, la capacidad calorífica de un cuerpo es la cantidad de energía necesaria para cambiar su temperatura una cierta cantidad.
Al calentar un cuerpo, es necesario suministrarle una cantidad específica de calor, es decir, energía térmica. Esta cantidad de calor suministrada en relación con la diferencia de temperatura obtenida está determinada por la capacidad térmica del cuerpo. Cada sustancia tiene una capacidad térmica diferente, lo que significa que la cantidad de energía necesaria para elevar su temperatura puede variar.
Es importante destacar que la capacidad térmica del cuerpo no solo depende de su masa y de la diferencia de temperaturas, sino también de su composición y propiedades físicas. Por ejemplo, las sustancias con alta capacidad térmica pueden absorber y retener grandes cantidades de calor sin experimentar cambios significativos en su temperatura, mientras que las sustancias con baja capacidad térmica pueden cambiar rápidamente su temperatura con pequeñas cantidades de calor.
La capacidad térmica es una propiedad fundamental de las sustancias y juega un papel importante en numerosos procesos térmicos y aplicaciones prácticas, como en la regulación de la temperatura en sistemas de calefacción y refrigeración, en la determinación de los tiempos de calentamiento o enfriamiento en procesos industriales y en la comprensión del comportamiento térmico de diferentes materiales en diversas situaciones   
El nombre proviene de la oposición a calor latente que se refiere al calor "escondido", es decir que se suministra pero no "se percibe" un aumento de temperatura como en el cambio de fase de hielo a agua líquida y de esta a vapor. El calor sensible sí se percibe, puesto que aumenta la temperatura de la sustancia, haciendo que se perciba como "más caliente", o por el contrario, si se le extrae calor, se percibe como "más fría".
El calor sensible se puede calcular en algunos casos simples:
- Si el proceso se efectúa a presión constante (por ejemplo:

| Símbolo                  | Nombre                               |
| ------------------------ | ------------------------------------ |
| {\displaystyle \Delta H} | Entalpía del sistema                 |
| {\displaystyle m}        | Masa del cuerpo                      |
| {\displaystyle C_{p}}    | Calor específico a presión constante |
| {\displaystyle t_{1}}    | Temperatura inicial                  |
| {\displaystyle t_{2}}    | Temperatura final                    |

Calor específico a presión constante: Es la cantidad de calor requerida para aumentar en un grado la temperatura de la unidad de masa de un cuerpo cuando la presión no cambia.
- Si el proceso se efectúa a volumen constante:

| Símbolo                  | Nombre                               |
| ------------------------ | ------------------------------------ |
| {\displaystyle \Delta U} | Energía interna del sistema          |
| {\displaystyle n}        | Moles de la sustancia                |
| {\displaystyle C_{v}}    | Calor específico a volumen constante |

Los valores de calor específico varían también con la temperatura ambiente y el estado físico de agregación de las sustancias.